# Франк Одберґ
Франк Одберґ (1 березня 1879 — 1917) — бельгійський академічний веслувальник.
Срібний призер Олімпійських Ігор 1900 року в складі вісімки.
Чемпіон Європи 1898, 1900 років у складі вісімки.